# Jenny Petra
Pour les articles homonymes, voir Petra.
Jenny Petra, nom de scène d'Edith Kaus (née le 15 mai 1934, morte le 28 septembre 2011) est une chanteuse allemande.

## Biographie
Elle reçoit sa formation au milieu des années 1950 à l'Académie de musique Hanns Eisler à Berlin-Est avec l'intention d'être chanteuse d'opéra et apprend aussi le piano et l'accordéon. Pendant ce temps, son père, qui dirige un orchestre, l'emploie comme pianiste, accordéoniste et choriste. De plus, elle dirige deux chorales en termes de technique de chant.
Comme elle est la première chanteuse de schlager de l'académie, elle a besoin de l'approbation du comité central du SED. Avec Helga Brauer et Bärbel Wachholz, elle est l'une des chanteuses schlager les plus connues de la RDA dans les années 1950 et 1960. Elle est également dans la comédie musicale Was halten Sie von Musik? réalisé par Wernfried Hübel en 1962 pour la Deutscher Fernsehfunk. En 1963, Jenny Petra donne naissance à un fils et met fin à sa carrière de chanteuse. À partir de 1970, elle travaille à l'Académie de musique Hanns Eisler en tant que conférencière pour le chant jusqu'en 1994, où elle forme des chanteurs comme Anett Kölpin.

## Discographie
Singles
- Port-au-Prince (Edith Kaus avec Ralf Paulsen et Klaus Gross, EP, Supraphon)
- 1957 : Borneo-Boogie (Amiga)
- 1958 : Wo bist du geblieben (Amiga)
- 1959 : Oh, Michael (Amiga)
- 1959 : Wenn du mir sagst / Leb’ wohl, André (Amiga)
- 1959 : Am Tag, als der Regen kam / Das hab’ ich nicht nur geträumt (Amiga)
- 1959 : Nachts in allen Straßen (avec Bärbel Wachholz, Amiga)
- 1959 : Warum ist die Liebe so schön / Das letzte Mal (Amiga)
- 1959 : So wunderschön (avec les Flamingos, Amiga)
- 1959 : Ja, da kann man nichts dagegen tun (Amiga)
- 1959 : Denn die Liebe ... / Darf es noch ein Kuß sein (face A avec Paul Schröder, Amiga)
- 1959 : Schön ist junge Liebe / Du bist schön und jung (Amiga)
- 1959 : Tschau, tschau, Bambina (Amiga)
- 1960 : Wenn du mich liebst / Einmal fühlst du die Liebe auch (Amiga)
- 1960 : Ich möchte dich so gern verwöhnen (avec Peter Wieland, Amiga)
- 1961 : Ein bißchen Seligkeit (nur A-Seite, Amiga)
- 1961 : Tiflis (nur B-Seite, Amiga)
- 1961 : Weiße Wolken, blaues Meer und du / Das große Glück (B-Seite avec Peter Wieland, Amiga)
- 1962 : Rosen, Tulpen, Nelken /  Wenn alles so schön bleibt (Amiga)
- 1962 : So kam Johnny zu mir (Amiga)

## Source de la traduction
- (de) Cet article est partiellement ou en totalité issu de l’article de Wikipédia en allemand intitulé « Jenny Petra » (voir la liste des auteurs).

1. 1 2  (de) « Jenny Petra », sur ddr-tanzmusik.de (consulté le 21 mai 2020)
2. ↑  (de) Lucie Walter, « Jenny Petra », Neues Deutschland,‎ 24 mai 1994 (lire en ligne)